# Chelonus circumscriptor
Chelonus circumscriptor är en stekelart som beskrevs av Vladimir Ivanovich Tobias 2000. Chelonus circumscriptor ingår i släktet Chelonus och familjen bracksteklar. Inga underarter finns listade i Catalogue of Life.